# Masters de 2016
El Masters de 2016 (conocido en inglés y por motivos de patrocinio como 2016 Dafabet Masters) fue un torneo de snooker, profesional y de invitación, que se celebró entre el 10 y el 17 de enero en el Alexandra Palace de la ciudad inglesa de Londres. Fue la cuadragésima segunda edición del Masters, organizado por primera vez en 1975, y la segunda cita de la temporada 2015-16 de las tres que componen la Triple Corona, después del Campeonato del Reino Unido de 2015 y sucedida por el Campeonato Mundial de Snooker de 2016. Ronnie O'Sullivan, que se impuso (10-1) a Barry Hawkins en la final, se proclamó campeón del torneo por sexta vez.

## Resultados

### Cuadro del torneo
Entre paréntesis, se indica el puesto en el que accedieron al torneo los jugadores que llegaron al Alexandra Palace. Recalcado en negrita figura el ganador de cada partido:
|  | primera ronda (mejor de 11) | primera ronda (mejor de 11) |                       |   | cuartos de final (mejor de 11) | cuartos de final (mejor de 11) |  |  | semifinales (mejor de 11) | semifinales (mejor de 11) |  |  | final (mejor de 19) | final (mejor de 19) |
|  |                             |                             |                       |   |                                |                                |  |  |                           |                           |  |  |                     |                     |
|  |                             |                             |                       |   |                                |                                |  |  |                           |                           |  |  |                     |                     |
|  |                             |                             |                       |   |                                |                                |  |  |                           |                           |  |  |                     |                     |
|  | Shaun Murphy (1)            | 4                           |                       |   |                                |                                |  |  |                           |                           |  |  |                     |                     |
|  | Shaun Murphy (1)            | 4                           |                       |   |                                |                                |  |  |                           |                           |  |  |                     |                     |
|  | Mark Allen (11)             | 6                           |                       |   |                                |                                |  |  |                           |                           |  |  |                     |                     |
|  | Mark Allen (11)             | 6                           | Mark Allen (11)       | 2 |                                |                                |  |  |                           |                           |  |  |                     |                     |
|  |                             |                             | Mark Allen (11)       | 2 |                                |                                |  |  |                           |                           |  |  |                     |                     |
|  |                             | Barry Hawkins (8)           | 6                     |   |                                |                                |  |  |                           |                           |  |  |                     |                     |
|  | Barry Hawkins (8)           | Barry Hawkins (8)           | 6                     | 6 |                                |                                |  |  |                           |                           |  |  |                     |                     |
|  | Barry Hawkins (8)           |                             |                       | 6 |                                |                                |  |  |                           |                           |  |  |                     |                     |
|  | Joe Perry (10)              | 3                           |                       |   |                                |                                |  |  |                           |                           |  |  |                     |                     |
|  | Joe Perry (10)              | 3                           | Barry Hawkins (8)     | 6 |                                |                                |  |  |                           |                           |  |  |                     |                     |
|  |                             |                             | Barry Hawkins (8)     | 6 |                                |                                |  |  |                           |                           |  |  |                     |                     |
|  |                             | Judd Trump (5)              | 4                     |   |                                |                                |  |  |                           |                           |  |  |                     |                     |
|  | Judd Trump (5)              | Judd Trump (5)              | 4                     | 6 |                                |                                |  |  |                           |                           |  |  |                     |                     |
|  | Judd Trump (5)              |                             |                       | 6 |                                |                                |  |  |                           |                           |  |  |                     |                     |
|  | Stephen Maguire (16)        | 4                           |                       |   |                                |                                |  |  |                           |                           |  |  |                     |                     |
|  | Stephen Maguire (16)        | 4                           | Judd Trump (5)        | 6 |                                |                                |  |  |                           |                           |  |  |                     |                     |
|  |                             |                             | Judd Trump (5)        | 6 |                                |                                |  |  |                           |                           |  |  |                     |                     |
|  |                             | Neil Robertson (4)          | 5                     |   |                                |                                |  |  |                           |                           |  |  |                     |                     |
|  | Neil Robertson (4)          | Neil Robertson (4)          | 5                     | 6 |                                |                                |  |  |                           |                           |  |  |                     |                     |
|  | Neil Robertson (4)          |                             |                       | 6 |                                |                                |  |  |                           |                           |  |  |                     |                     |
|  | Marco Fu (14)               | 0                           |                       |   |                                |                                |  |  |                           |                           |  |  |                     |                     |
|  | Marco Fu (14)               | 0                           | Barry Hawkins (8)     | 1 |                                |                                |  |  |                           |                           |  |  |                     |                     |
|  |                             |                             | Barry Hawkins (8)     | 1 |                                |                                |  |  |                           |                           |  |  |                     |                     |
|  |                             | Ronnie O'Sullivan (6)       | 10                    |   |                                |                                |  |  |                           |                           |  |  |                     |                     |
|  | Mark Selby (3)              | Ronnie O'Sullivan (6)       | 10                    | 6 |                                |                                |  |  |                           |                           |  |  |                     |                     |
|  | Mark Selby (3)              |                             |                       | 6 |                                |                                |  |  |                           |                           |  |  |                     |                     |
|  | Ricky Walden (12)           | 0                           |                       |   |                                |                                |  |  |                           |                           |  |  |                     |                     |
|  | Ricky Walden (12)           | 0                           | Mark Selby (3)        | 3 |                                |                                |  |  |                           |                           |  |  |                     |                     |
|  |                             |                             | Mark Selby (3)        | 3 |                                |                                |  |  |                           |                           |  |  |                     |                     |
|  |                             | Ronnie O'Sullivan (6)       | 6                     |   |                                |                                |  |  |                           |                           |  |  |                     |                     |
|  | Ronnie O'Sullivan (6)       | Ronnie O'Sullivan (6)       | 6                     | 6 |                                |                                |  |  |                           |                           |  |  |                     |                     |
|  | Ronnie O'Sullivan (6)       |                             |                       | 6 |                                |                                |  |  |                           |                           |  |  |                     |                     |
|  | Mark Williams (13)          | 5                           |                       |   |                                |                                |  |  |                           |                           |  |  |                     |                     |
|  | Mark Williams (13)          | 5                           | Ronnie O'Sullivan (6) | 6 |                                |                                |  |  |                           |                           |  |  |                     |                     |
|  |                             |                             | Ronnie O'Sullivan (6) | 6 |                                |                                |  |  |                           |                           |  |  |                     |                     |
|  |                             | Stuart Bingham (2)          | 3                     |   |                                |                                |  |  |                           |                           |  |  |                     |                     |
|  | John Higgins (7)            | Stuart Bingham (2)          | 3                     | 6 |                                |                                |  |  |                           |                           |  |  |                     |                     |
|  | John Higgins (7)            |                             |                       | 6 |                                |                                |  |  |                           |                           |  |  |                     |                     |
|  | Liang Wenbo (15)            | 4                           |                       |   |                                |                                |  |  |                           |                           |  |  |                     |                     |
|  | Liang Wenbo (15)            | 4                           | John Higgins (7)      | 3 |                                |                                |  |  |                           |                           |  |  |                     |                     |
|  |                             |                             | John Higgins (7)      | 3 |                                |                                |  |  |                           |                           |  |  |                     |                     |
|  |                             | Stuart Bingham (2)          | 6                     |   |                                |                                |  |  |                           |                           |  |  |                     |                     |
|  | Stuart Bingham (2)          | Stuart Bingham (2)          | 6                     | 6 |                                |                                |  |  |                           |                           |  |  |                     |                     |
|  | Stuart Bingham (2)          |                             |                       | 6 |                                |                                |  |  |                           |                           |  |  |                     |                     |
|  | Ding Junhui (9)             | 4                           |                       |   |                                |                                |  |  |                           |                           |  |  |                     |                     |
|  | Ding Junhui (9)             | 4                           |                       |   |                                |                                |  |  |                           |                           |  |  |                     |                     |

## Centenas
Los jugadores consiguieron amasar un total de veintiséis centenas durante el torneo. La más alta, de 140, fue obra de Judd Trump. Así se distribuyeron:
- 140, 129, 105, 104, 103 — Judd Trump
- 139, 106, 100 — Neil Robertson
- 137, 109, 104 — Mark Allen
- 136, 121, 117, 104, 100 — Ronnie O'Sullivan
- 133, 120, 119, 104 — John Higgins
- 130, 128, 100 — Barry Hawkins
- 120 — Stuart Bingham
- 113 — Mark Selby
- 100 — Shaun Murphy